# Wagnon
Wagnon ist eine französische Gemeinde mit 108 Einwohnern (Stand: 1. Januar 2022) im Département Ardennes in der Region Grand Est (bis 2015 Champagne-Ardenne). Sie gehört zum Arrondissement Rethel und zum Gemeindeverband Crêtes Préardennaises.

## Geografie
Die Gemeinde Wagnon liegt am Plumion, einem Nebenfluss der Vaux, etwa 24 Kilometer südwestlich von Charleville-Mézières im Hügelland südlich der Ardennen. Das 15,28 km² große Gemeindegebiet ist durch Äcker und Wiesen geprägt, das nördliche Drittel der Gemeinde ist bewaldet (Bois de Saint-Martin, Forêt de Mortier). Umgeben wird Wagnon von den Nachbargemeinden Signy-l’Abbaye im Norden, Dommery im Nordosten, Viel-Saint-Remy im Osten, Novion-Porcien im Süden, Mesmont im Westen sowie Grandchamp im Nordwesten. Zur Gemeinde Wagnon zählen neben dem Dorf Wagnon die Ortsteile Le Mortier, Les Forges, Les Tourets, Le Moulinet und Mazagran.

## Ortsname
Um 1801 gab es die Schreibweise Vuagnon.

## Bevölkerungsentwicklung
| Jahr      | 1962 | 1968 | 1975 | 1982 | 1990 | 1999 | 2006 | 2016 | 2022 |
| --------- | ---- | ---- | ---- | ---- | ---- | ---- | ---- | ---- | ---- |
| Einwohner | 212  | 157  | 149  | 118  | 96   | 96   | 106  | 129  | 108  |

Im Jahr 1846 wurde mit 753 Bewohnern die bisher höchste Einwohnerzahl ermittelt. Die Zahlen basieren auf den Daten von cassini.ehess und INSEE.

## Sehenswürdigkeiten
- Kirche Notre-Dame
- Gefallenendenkmal
- Croix Constant, Croix Guérin und weitere Flurkreuze
- Lavoir und zwei Brunnen

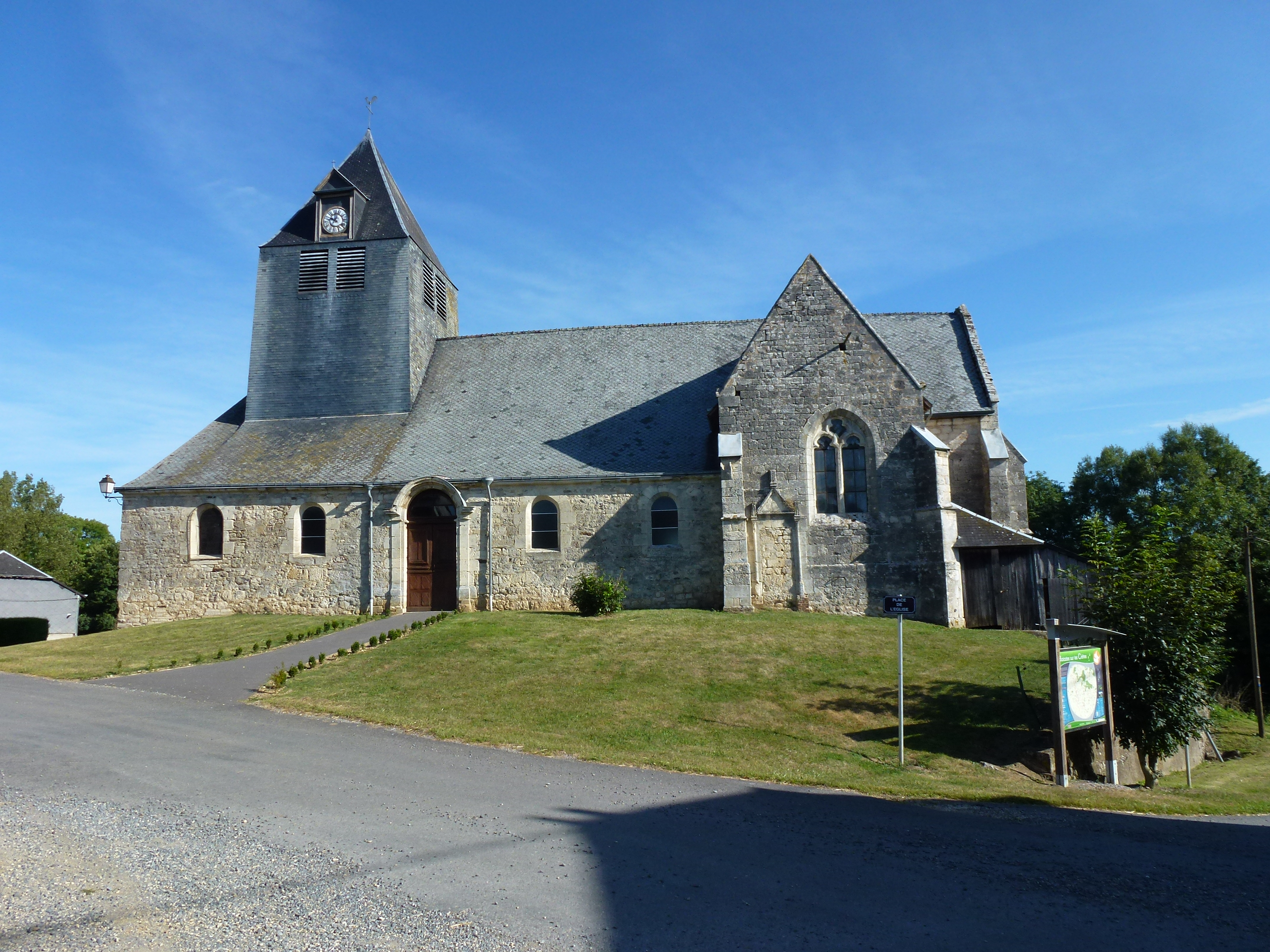
Kirche Notre-Dame
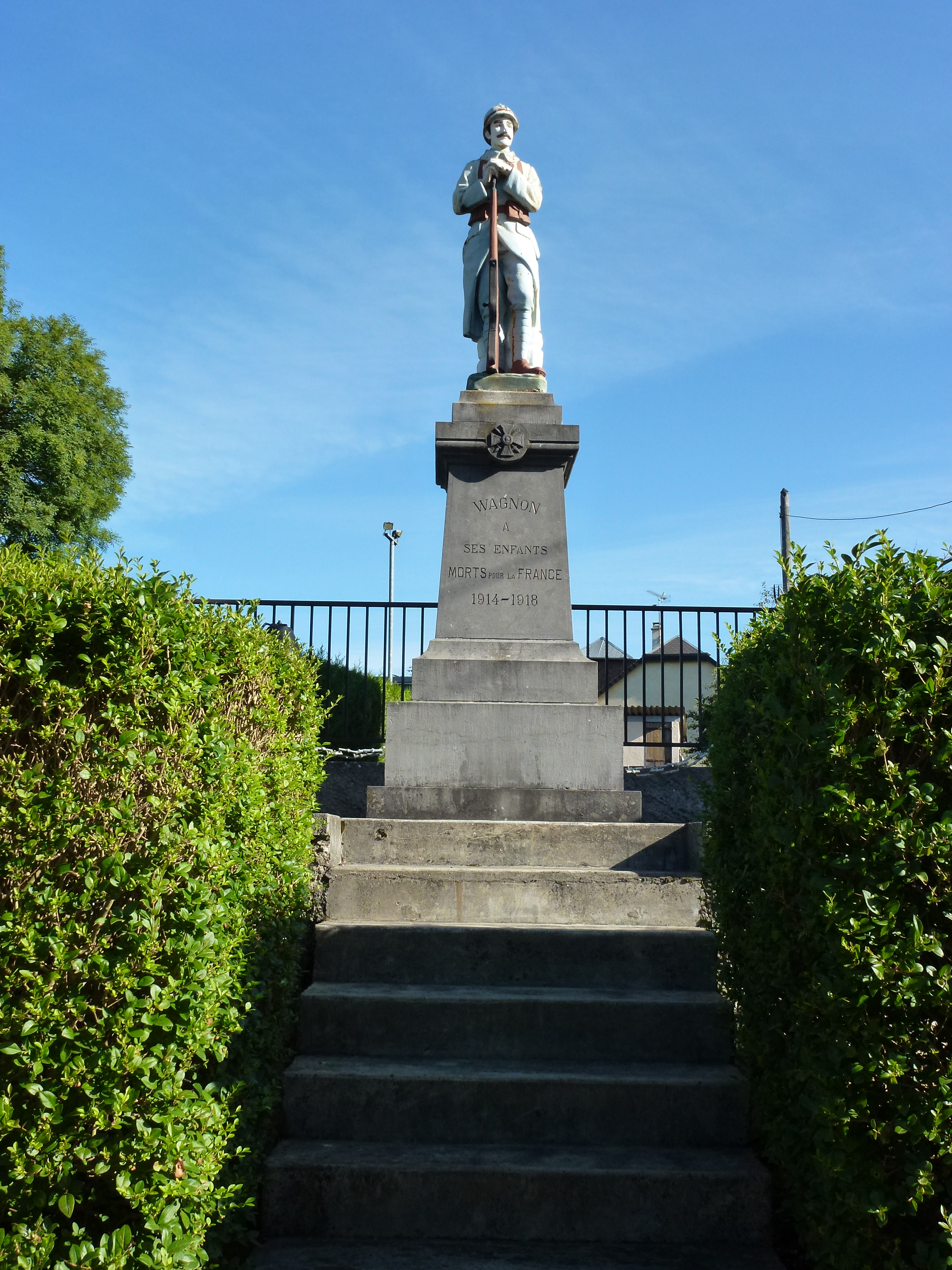
Gefallenendenkmal
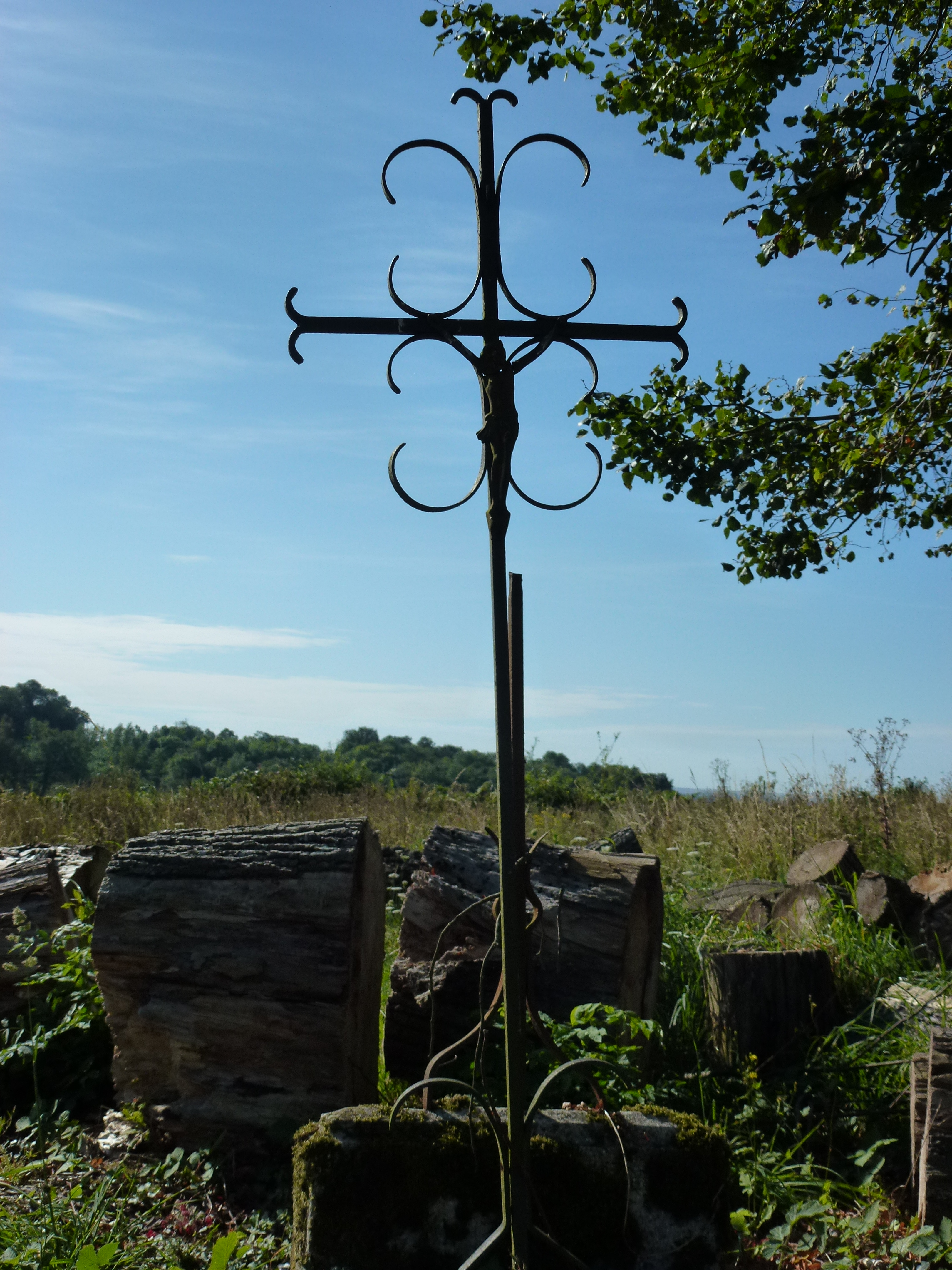
Flurkreuz in Wagnon
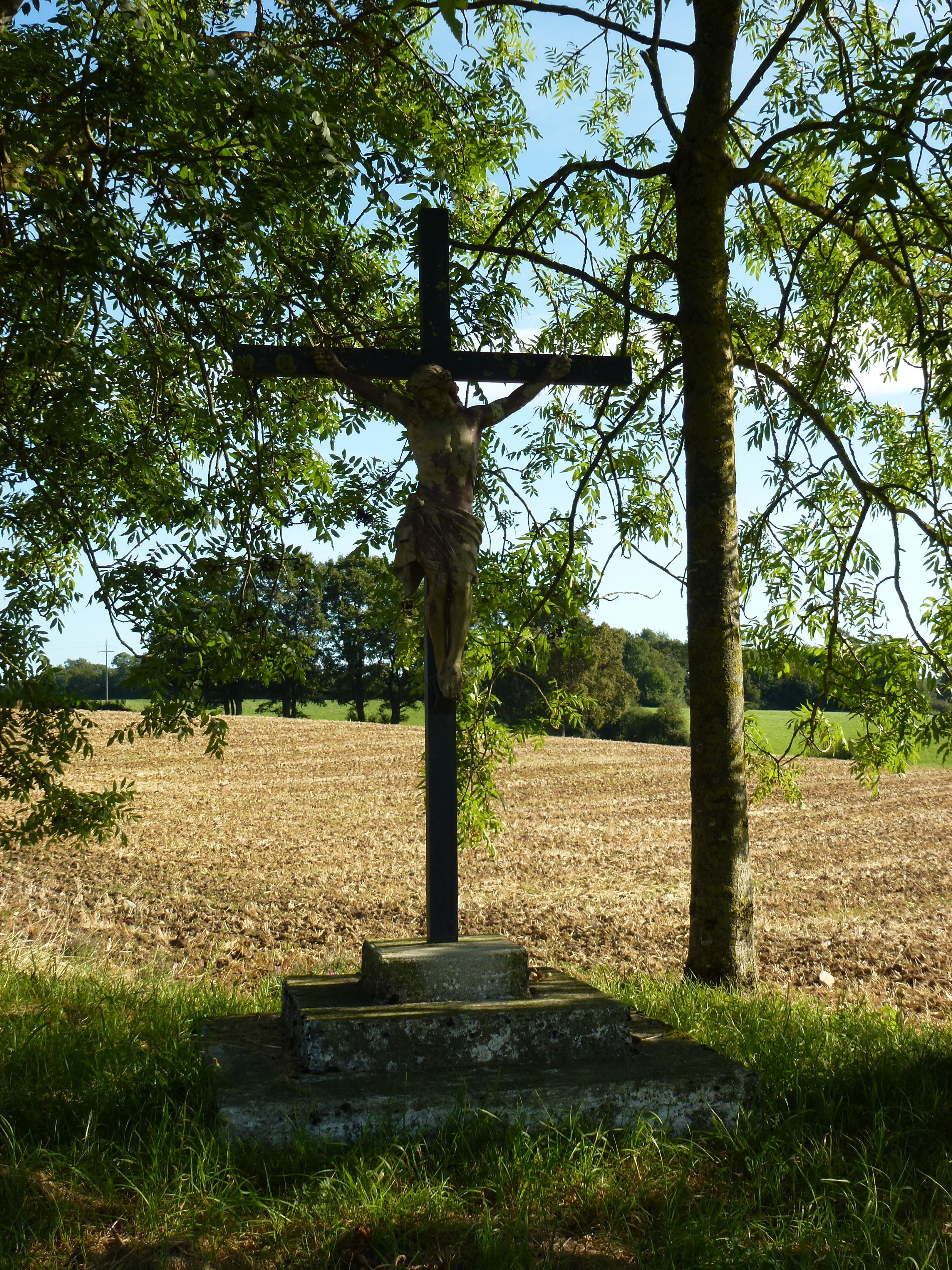
Flurkreuz im Ortsteil Mazagran

## Wirtschaft und Infrastruktur
Wagnon ist landwirtschaftlich geprägt. In der Gemeinde sind acht Landwirte (Getreideanbau und Milchviehhaltung) sowie fünf Forstbetriebe ansässig.
Durch die Gemeinde Wagnon führt die Fernstraße von Rethel nach Rocroi an der belgischen Grenze (D985). Zehn Kilometer südöstlich von Wagnon besteht ein Anschluss an die Autoroute A34. Der Bahnhof in der 15 Kilometer südlich gelegenen Stadt Rethel liegt an der Bahnstrecke von Soissons nach Givet.

## Belege
1. ↑  Ortsname auf cassini.ehess.fr
2. ↑  Wagnon auf cassini.ehess
3. ↑  Wagnon auf INSEE
4. ↑  Landwirtschaftsbetriebe auf annuaire-mairie.fr
5. ↑  Forstbetriebe in Wagnon auf annuaire-mairie.fr